# Фанерофіти
Фанерофіти (від дав.-гр. φανερός («phaneros») — явний, φυτόν («phyton») — рослина) — екологічна група рослин, бруньки і кінцеві пагони яких призначені для перечікування несприятливих пір року, розміщені на кінчиках гілок високо над землею (дерева, кущі, дерев'янисті багаторічні ліани). Фанерофіти — одна з життєвих форм рослин за системою Раункієра.
Фанерофіти домінують у вологому теплому кліматі, де бруньки не вимагають особливого захисту.
| Листок дуба | Це незавершена стаття з ботаніки. Ви можете допомогти проєкту, виправивши або дописавши її. |